# Tianxingsi
Tianxingsi (kinesiska: 天星寺) är en köping i sydvästra Kina. Den ligger i stadsdistriktet Banan  i storstadsområdet Chongqing, omkring 30 kilometer sydost om det centrala stadsdistriktet Yuzhong. Antalet invånare är 8383. Befolkningen består av 3 894 kvinnor och 4 489 män. Barn under 15 år utgör 9,0 %, vuxna 15-64 år 67 %, och äldre över 65 år 22,0 %.